# Рождение Иисуса Христа

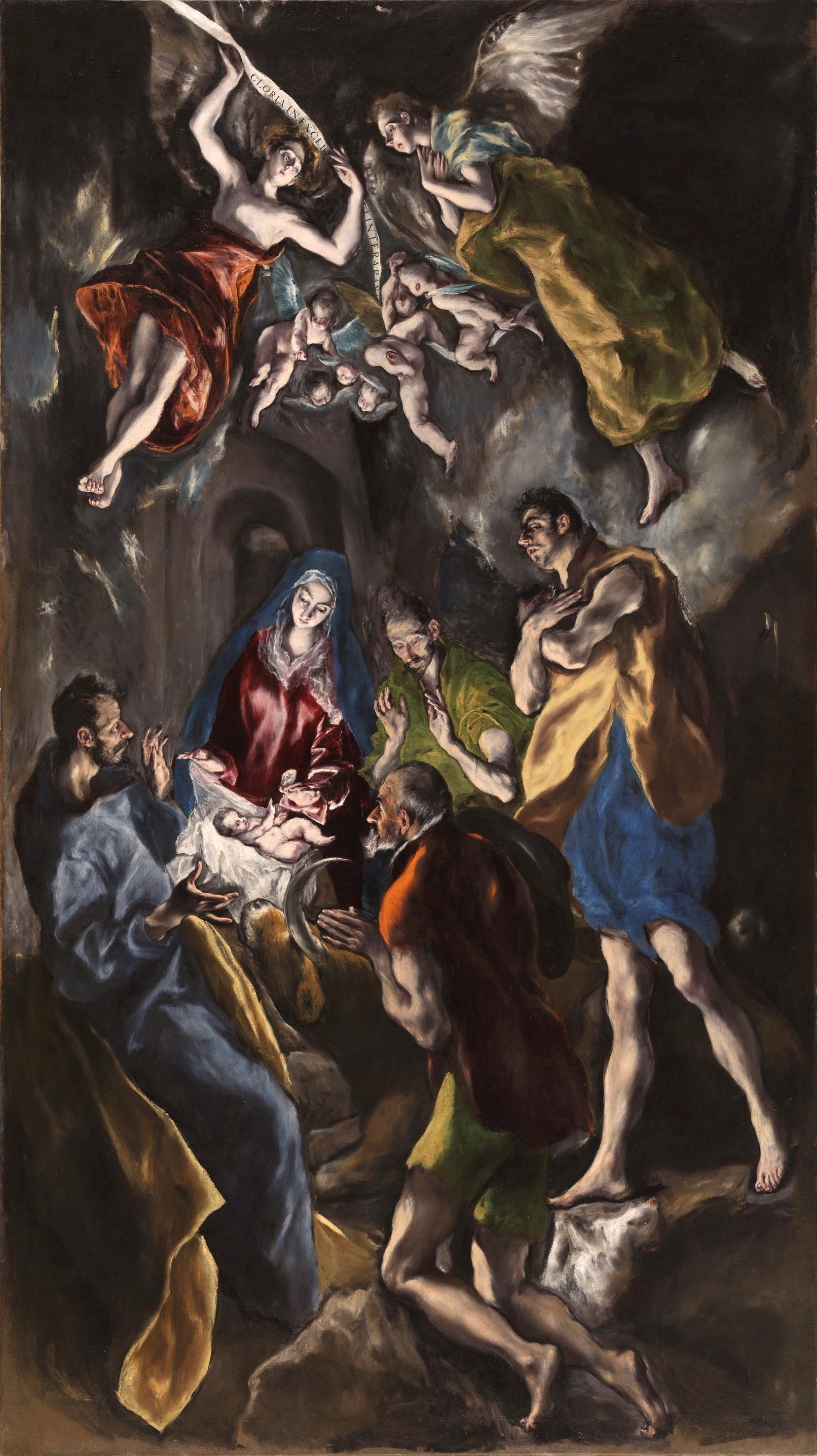
Эль Греко. «Рождество», около 1612—1614

Рождение Иисуса Христа — события, связанные с описанным в Новом Завете рождением Иисуса Христа. Иногда включали в себя около 2,6 года от Благовещения и Тайны зачатия до поклонения Волхвов. С разных сторон описаны в Евангелиях от Луки и от Матфея. В память данного события совершается празднование Рождества Христова.

## События Рождества Христова

### Канонические тексты
Еще в книге Быт. 3:15 говорится о семени женщины, которое победит змея; считается, что это первое место, которое говорит о приходе Мессии, который родится через непорочное зачатие. 
И сказал Господь Бог змею: … и вражду положу между тобою и между женою, и между семенем твоим и между семенем ее; оно будет поражать тебя в голову, а ты будешь жалить его в пяту.
Подробный рассказ о рождении Иисуса Христа приводится только у евангелистов Матфея (Мф. 1:18-25) и Луки:

В те дни вышло от кесаря Августа повеление сделать перепись по всей земле. Эта перепись была первая в правление Квириния Сириею. Пошёл также и Иосиф из Галилеи, из города Назарета, в Иудею, в город Давидов, называемый Вифлеем, потому что он был из дома и рода Давидова, записаться с Мариею, обручённою ему женою, которая была беременна. Когда же они были там, наступило время родить Ей; и родила Сына своего Первенца, и спеленала Его, и положила Его в ясли, потому что не было им места в гостинице.— Лк. 2:4-7
Согласно указу императора, для облегчения ведения переписи каждый житель империи должен был явиться «в свой город» согласно родословной его колена. Так как Иосиф был потомок Давида, и Мария была обручена Иосифу, они направились в Вифлеем.
После рождения Иисуса первыми из людей ему пришли поклониться пастухи, извещённые об этом событии явлением ангела. 
Согласно евангелисту Матфею, на небе была явлена чудесная звезда, которая привела к младенцу Иисусу волхвов. Они преподнесли дары — золото, ладан и смирну; не как младенцу, а как Царю (Мф. 2:1-3). К тому времени Святое семейство нашло приют «в доме» (вероятно, вернулось обратно в Назарет, поскольку прошло около двух лет) и по отношению к Иисусу на греческом уже употребляется слово "ребёнок", а не "младенец" (Мф. 2:1-11).
Узнав о рождении Мессии от волхвов и желая Его уничтожить, царь Иудеи Ирод приказал убить всех младенцев в возрасте до двух лет. Однако Христос был чудесно спасён от смерти, потому что ангел повелел Иосифу бежать в Египет вместе с семьёй, где они и жили до смерти Ирода (Мф. 2:16).
По всей видимости, сначала, в 8-й день после рождения Иисуса, произошло Его обрезание (Лк. 2:21), а в 40-й день жертвоприношение в Иерусалимском храме (Лк. 2:22—38), а только потом уже поклонение волхвов через примерно два года, а потом уже бегство в Египет, избиение младенцев.

### Апокрифические источники

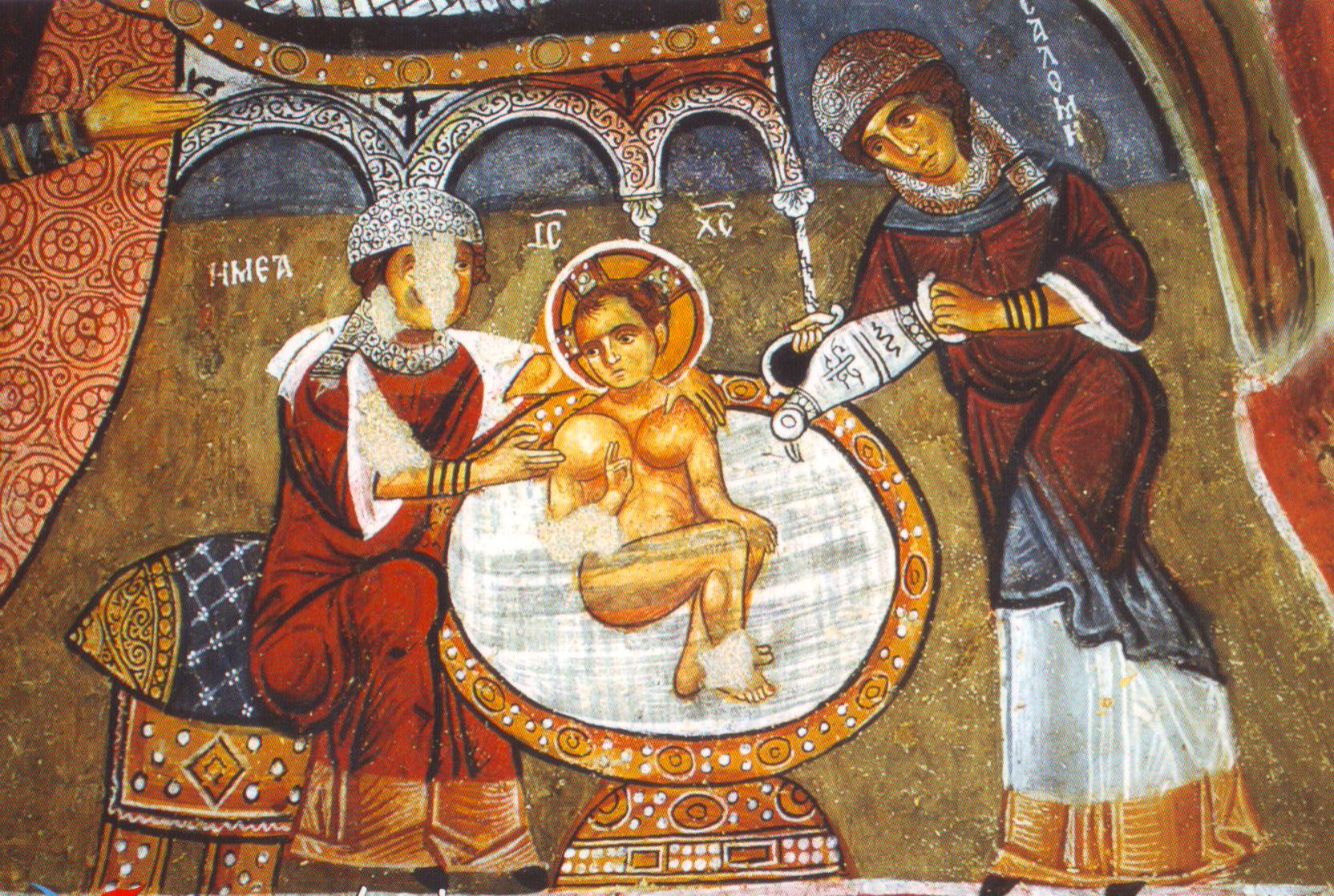
Фреска «Купание Христа Саломеей» Каппадокия, XII век

Рассказ о подробностях рождения Иисуса Христа присутствует в двух апокрифических источниках: «Протоевангелии Иакова» и «Евангелии Псевдо-Матфея». Согласно этим источникам, из-за отсутствия места в гостинице Иосиф и Мария вынуждены были переночевать в пещере (см. Пещера Рождества), которая использовалась в качестве хлева для укрытия скота от непогоды.
Когда Мария почувствовала наступление родов, Иосиф пошёл искать повитуху, но когда возвратился с ней к пещере, то роды уже произошли, а в пещере засиял такой свет, что они не могли вынести его, а немного времени спустя свет исчез и явился младенец, вышел и взял грудь матери своей Марии. По утверждению Киприана Карфагенского, Мария «не нуждалась ни в каких услугах со стороны бабки, но Сама была и родительницей, и рождению служительницей, и поэтому воздаёт Младенцу Своему благоговейное попечение». Он[кто?] писал, что рождение Христа произошло до того, как Иосиф привёл повитуху. При этом Саломея называется старицей и сродницей Марии, то есть происходящей из рода царя Давида.
Упоминаемая в апокрифах Саломея-повитуха засвидетельствовала чудо сохранения девственности Богородицы, и её образ вошёл в иконографию Рождества Христова и в народные обычаи, связанные с родами.

## Определение даты рождения Иисуса Христа
См. также статью Историчность Иисуса Христа
Попытки установить год рождения Христа по датам сопутствующих событий (годов правления императоров, царей, консулов и т. п.) не привели к какой-либо конкретной дате. Считается, что Иисус Христос родился в 4 году до н. э.. Дата 25 декабря впервые указана Секстом Юлием Африканом в его летописи, написанной в 221 году, либо в толковании Ипполита Римского на книгу пророка Даниила, написанном до 211 года, где он пишет, что Христос родился в среду, 25 декабря, в 42-й год правления Августа.
Счисление, положенное в основание нашей эры, было сделано в 525 году римским монахом, папским архивариусом, Дионисием Малым. Дионисий, возможно, основывался на данных Хронографического сборника за 354 год (Chronographus anni CCCLIIII).
Здесь рождение Иисуса отнесено на год консульства Гая Цезаря и Эмилия Павла, то есть на 1 г. н. э. Запись в Хронографе 354 г. имеет вид: Hos cons. dominus Iesus Christus natus est VIII Kal. Ian. d. Ven. luna XV («При этих консулах Господь Иисус Христос родился в 8-й день до январских календ в пятницу 15-й луны»), то есть 25 декабря.
В различных современных исследованиях даты рождения Иисуса находятся в интервале между 12 годом до н. э. (момент прохождения кометы Галлея, которая могла быть Вифлеемской звездой) до 6 года н. э., когда, предположительно, проводилась первая перепись населения в правление Квириния — проконсула Сирии с 6 г. н. э. (Лк. 2:2). Противоположное мнение исходит из соотнесения даты Рождества с периодом правления Ирода I Великого (на основании упоминания об «избиении младенцев»), то есть до 4 г. до н. э. (тот умер в 4 году до н. э., по другим данным, в 1 году до н. э.). Достоверно известно, что общеримских переписей в правление Августа не было, а провинциальная перепись Квириния происходила в 6 году н. э., то есть спустя почти 10 лет после смерти Ирода, и, судя по реакции иудеев, была первой. Разрешить это хронологическое противоречие невозможно. Часть учёных считает, что автор Евангелия от Луки допустил ошибку, увязав рождение Иисуса с переписью Квириния, однако возможно и иное мнение: недостоверность предания об «избиении младенцев», не подтвержденном иными, независимыми источниками. В Толковой Библии преемников Лопухина годом рождения Иисуса Христа назван 5 год до н. э. (749 год от основания Рима).
Согласно Евангелию от Луки, Иисус вышел на проповедь, когда ему было «около 30 лет» (Лк. 3:23). Вместе с тем Лука даёт временные привязки, позволяющие датировать начало этой проповеди примерно 28-29 годами н. э. (Лк. 3:1). Если из 28 года вычесть тридцать, становится ясно, что Иисус не мог родиться задолго до смерти Ирода (7-5 год до н. э.). С другой стороны, ещё Ириней Лионский обратил внимание на строки Евангелия от Иоанна, в которых иудеи упрекают Иисуса, что ему ещё нет и 50 лет (Ин. 8:57). В этом случае Иисус мог быть старше 30 лет и родиться задолго до смерти Ирода. Впрочем, мнение Иринея не поддерживается современными ему авторами, а число 50 в данном случае считается скорее риторическим округлением.
Как отмечает исследователь Роберт Д. Майерс: «Библейское описание рождества Иисуса не содержит указания на дату события. Но сообщение Луки (Лк. 2:8), что были на поле пастухи, которые содержали ночную стражу у стада своего», указывает на то, что Иисус родился летом или ранней осенью. Так как декабрь в Иудее холодный и дождливый, пастухи, по всей вероятности, ночью искали бы убежища для своего стада". Однако, согласно Талмуду, пастухи, пасшие стада для храмовых жертв, бывали на полях даже за тридцать дней до Пасхи, т. e. в феврале, когда количество дождя в Иудее бывает весьма значительно, что опровергает мнения критиков.